# Joaquim Portas
Joaquim Portas (Catalunya, S. XIX - XX) fou mestre de capella i organista de la parròquia de la Mare de Déu de Betlem de Barcelona. Va intervenir en el Congrés de Música Religiosa de 1912 amb una ponència sobre la tessitura de la veu dels soxantres.

## Obra
A l'arxiu musical del Real Colegio del Corpus Christi de València es conserva la seva obra Jesu qui ut Agnus innocents. Aquesta obra és un himne al Sagrado Corazón de Jesús, per un cor uníson amb acompanyament d'orgue i imprès per Musical Emporium. Es conserven obres seves als fons musicals TerC, SMI i SEO.